# Fiat 501
La Fiat 501 è un'automobile prodotta dalla casa automobilistica italiana FIAT tra il 1919 e il 1925.

## La vettura
Tale autovettura fu progettata al termine del primo conflitto mondiale dall'avvocato Carlo Cavalli ed entrò in produzione a metà del 1919 per sostituire la Fiat 70, quest'ultima a sua volta sostituta della Fiat Zero (1913-1915) e prodotta dal 1915 al 1919 quasi esclusivamente in versione militare destinata al Regio Esercito.
Il lancio commerciale della nuova 501 risale al novembre 1919, esclusivamente in versione torpedo 4 porte e al prezzo di listino di 32.000 lire. In totale ne furono prodotte quasi 70.000, un vero primato per l'epoca, e uscì di produzione nel 1925. Il motore era un 4 cilindri di 1460 cm³ con una potenza di 23 CV a 2600 giri al minuto. La velocità massima era 70 km/h.
Altri 2.614 esemplari furono equipaggiati con motore 101 S che aveva 3,5 CV in più e raggiungeva i 3.000 giri. Tra i possessori della 501, si annoverava anche la regina Alessandrina di Danimarca.
Questa vettura riveste particolare importanza perché fu la risposta della Fiat al tentativo di invasione del mercato europeo da parte dell'americana Ford. Nel 1919 non soltanto l'Italia ma anche le altre nazioni europee stavano infatti traversando un momento difficile dal punto di vista economico. La riconversione post-bellica era ardua e le industrie facevano fatica a risollevarsi. In questo contesto lo statunitense Henry Ford progettava la conquista del mercato automobilistico di oltre-Atlantico puntando sul suo Modello T. Le Case europee dovettero quindi mettere allo studio modelli concorrenziali e la 501 (insieme ad es. alla francese Citroën 10HP Tipo A) fu uno di questi. Fu quindi l'auto che evitò agli italiani di rassegnarsi a viaggiare sulla "macchina di Ridolini", in quanto la 501 rispondeva certamente meglio alle esigenze del gusto europeo.